# Нитразепам
Нитразепам (лат. Nitrazepamum) — лекарственное средство. Светло-жёлтый или светло-жёлтый с зеленоватым оттенком кристаллический порошок, практически нерастворим в воде, малорастворим в спирте и эфире.

## История
Транквилизаторы появились в 1951 году; первым был синтезирован мепробамат. Фармакологическая история нитразепама начинается с 60-х годов; он обладает выраженным психотропным действием. Именно нитразепам и клоназепам особенно эффективны в лечении невралгии тройничного нерва.

## Общая информация
По химическому строению и фармакологическим свойствам нитразепам близок к транквилизаторам группы бензодиазепина. Отличительной структурной особенностью нитразепама является наличие нитрогруппы {\displaystyle {\mathsf {NO_{2}}}} в положении 7 бензодиазепинового ядра.
Как и другие производные бензодиазепина, нитразепам оказывает транквилизирующее, анксиолитическое (противотревожное), миорелаксантное (мышечно-расслабляющее), противосудорожное действие, угнетает условные рефлексы, подавляет полисинаптические спинномозговые рефлексы. Отличительной особенностью нитразепама является его выраженное снотворное действие.
Механизм действия связывают с усилением тормозного влияния GABA в ЦНС за счет повышения чувствительности GABA-рецепторов к медиатору в результате стимуляции бензодиазепиновых рецепторов.
Под влиянием нитразепама увеличиваются глубина и продолжительность сна. Сон обычно наступает через 45 минут после приёма препарата и длится 6—8 часов. Умеренно угнетает фазу быстрого сна.
Применяют нитразепам при нарушениях сна различного характера, а также при неврозах разного генеза и психопатиях с преобладанием тревоги. В комбинации с другими психотропными средствами препарат назначают больным шизофренией, маниакально-депрессивным психозом (в маниакальной и гипоманиакальной фазах), при некоторых органических поражениях ЦНС (травмы расстройства мозгового кровообращения), а также для купирования абстинентного синдрома при хроническом алкоголизме.
Как успокаивающее и противосудорожное средство нитразепам в комплексе с противосудорожными препаратами назначают больным эпилепсией. Препарат применяют также в анестезиологической практике для премедикации и в послеоперационном периоде.
Принимают нитразепам внутрь; в качестве снотворного средства — за полчаса до сна. Разовая доза для взрослых составляет 0, 005—0,01 г (5—10 мг); для детей в возрасте до 1 года 0,00125—0,0025 г (1,25—2,5 мг), 1—5 лет 0,0025—0,005 г (2,5—5 мг); 6—14 лет — 0,005 г (5 мг). Лицам пожилого возраста назначают по 0,0025—0,005 г (2,5—5 мг). Максимальная разовая доза в качестве снотворного для взрослых составляет 0, 02 г (20 мг). В качестве транквилизатора и противосудорожного средства нитразепам применяют 2—3 раза в день по 0,005—0,01 г (5—10 мг); при необходимости разовая доза препарата как противосудорожного средства может быть повышена. Высшая суточная доза 0,03 г (30 мг). При курсовом лечении продолжительность применения нитразепама составляет 30—45 дней. В отдельных случаях длительность лечения может быть увеличена.
При применении нитразепама, особенно в больших дозах, возможны дневная сонливость, ощущение вялости, атаксии, нарушение координации движений, головная боль, оглушённость, головокружение, в редких случаях возникают тошнота, тахикардия, гипергидроз, кожно-аллергические реакции. Чаще всего указанные побочные явления наблюдаются у ослабленных и пожилых больных. В таких случаях надо уменьшить дозу или отменить препарат.
Во время лечения нитразепамом не допускается приём алкогольных напитков. При одновременном назначении нитразепама с анальгетиками и другими нейротропными препаратами следует учитывать возможность усиления их действия.

### Противопоказания
Нитразепам противопоказан при беременности, особенно в первом триместре, при миастении, заболеваниях печени и почек с нарушением их функций. В связи с угнетающим влиянием нитразепама на быстроту реакции и внимание его не следует назначать во время работы водителям транспорта и другим лицам, деятельность которых требует быстрой психической и физической реакции.

### Хранение
В Российской Федерации входит в Список III. Список психотропных веществ, оборот которых в РФ ограничен и в отношении которых допускается исключение некоторых мер контроля в соответствии с законодательством РФ и международными договорами РФ. Препарат отпускается по рецепту на бланке 148-1/у-88.